# The Manor (película)
The Manor (La Mansión) es una película de terror estadounidense de 2021 dirigida y escrita por Axelle Carolyn. La película está protagonizada por Barbara Hershey, Bruce Davison, Stacey Travis, Ciera Payton, Jill Larson y Mark Steger. Jason Blum se desempeña como productor bajo su división Blumhouse Television.
La película fue lanzada en los Estados Unidos el 8 de octubre de 2021 por Amazon Studios, como la octava entrega de la antológica serie de películas "Welcome to the Blumhouse".

## Trama
Después de sufrir un derrame cerebral en su fiesta de cumpleaños número 70, Judith Albright, una bailarina profesional en su juventud que luego fue instructora de baile, es trasladada a un hogar de ancianos. Su nieto de 17 años, Josh, de quien ella es muy cercana, ya que se hizo cargo de él tras la muerte de su padre, se opone a la mudanza, pero su madre, la hija de Judith, Barbara, insiste en que Judith no puede seguir viviendo con ellos. Judith le asegura a Josh que la mudanza "es lo mejor para todos".
En el hogar de ancianos, Judith enfrentará junto con sus compañeros de la tercera edad condiciones de aislamiento e incluso maltrato por parte del personal encargado de su cuidado. Sin embargo, eso no es lo peor; hay presente en la mansión una amenaza sobrenatural que parece estar asesinando a ciertos residentes del asilo; pero cuando se lo cuenta al personal médico y a su familia, la toman por loca; de hecho, el médico residente la diagnostica con la enfermedad de Parkinson y alerta a su familia de no creer sus "delirios paranoicos"; así que ahora deberá enfrentar esta situación por su cuenta, y con la ayuda ocasional de una enfermera y su nieto, deberán descubrir una siniestra verdad detrás de la aparentemente apacible casa de retiro.
Resulta que en la antigua y lujosa mansión que sirve de sede al asilo de ancianos, se ha establecido un aquelarre de brujos celtas que se han infiltrado como "pacientes" y "personal de cuidado" dentro de la casa de reposo; algunos adultos mayores ofrecen como sacrificios humanos a ciertos residentes a una deidad del bosque, a cambio de poder extender anormalmente su vida e inclusive, en las noches de luna llena convertirse en jóvenes de nuevo durante la hora de las brujas. 

## Elenco
- Barbara Hershey como Judith Albright
- Bruce Davison como Roland
- Stacey Travis como la Sra. Benson
- Ciera Payton como la enfermera  Liesel
- Fran Bennett como Ruth
- Nicholas Alexander como Josh

## Recepción
En el sitio web del agregador de reseñas Rotten Tomatoes, la película tiene una calificación de aprobación del 79% basada en 14 reseñas, con una calificación promedio de 6.60 / 10.